# Frank Howard (journaliste)
 (janvier 2023).
Pour les articles homonymes, voir Frank Howard et Howard.
Frank Howard (3 janvier 1931-26 février 2008) est un journaliste et chroniqueur canadien du Québec. Durant sa carrière, il écrit pour l'Ottawa Citizen, The Globe and Mail, Montreal Gazette, The Montreal Star et The Quebec Chronicle-Telegraph.

## Biographie
Né à Montréal au Québec, Howard naît d'une famille anglophone et étudie à l'Académie Roussin de Pointe-aux-Trembles. Il fréquente ensuite l'Université Queen's de Kingston et revient au Québec durant les années 1950 et 1960 afin que couvrir la Révolution tranquille pour la presse anglophone. En tant que journaliste bilingue anglophone, il permet d'établir une timide communication entre les communautés anglophone et francophone à un moment ou peu de lien existe entre elles. Selon John Gray (en) du The Globe and Mail, Howard introduit un dialogue entre les deux communautés. Durant la Révolution tranquille, la montée du sentiment nationaliste a permis de démontrer les deux solitudes. En tant qu'anglophone avec des visions politiques modérées, Howard était sympathique aux revendications du Québec sans soutenir les objectifs séparatistes. À la Gazette et plus tard au Globe and Mail, Howard présente de nombreux évènements de l'histoire du Québec au Canada anglais, dont le controversé Vive le Québec libre ! du général de Gaulle, la fondation du Parti québécois et la nationalisation de l'électricité sous contrôle Hydro-Québec. Il travaille à la fois pour René Lévesque (premier ministre souverainiste du Québec) et pour Pierre Elliott Trudeau (premier ministre fédéraliste du Canada).
En 1969, Howard est recruté par le gouvernement du Canada pour travaille au Département des Communications et devient directeur de l'Information sous Eric Kierans. Il écrit entre autres des allocutions pour Kierans durant la Crise d'Octobre. Il quitte la bureaucratie fédérale et anime la chronique The Bureaucrats dans la Ottawa Citizen pendant 20 ans.
Howard meurt des complications liées à un cancer du poumon alors qu'il est au Mexique en février 2008.